# Cornelis van Ravenswaay
Cornelis van Ravenswaay (spelling geboorteakte: Cornelis van Ravenswaaij) (Amsterdam, 19 september 1897 – 's-Gravenhage, 3 september 1955) was tussen 1941 en 1945 een Nederlands nationaalsocialistisch politicus.
Hij was een zoon van Johan van Ravenswaaij (1872–1930) en Grietje Vogel (1870–1918). Van Ravenswaay, voormalig zakenman en legerofficier, had zich - naar eigen zeggen - niet uit politieke overtuiging in oktober 1940 bij de Nationaal-Socialistische Beweging (NSB) van Anton Mussert aangemeld, maar uit ambitie om burgemeester te worden. In maart 1941 werd hij benoemd tot burgemeester en regeringscommissaris van Zaandam. In deze hoedanigheid ontpopte hij zich als een radicale voorvechter van de 'Nieuwe Orde', die van plan was optimaal politiek gebruik te maken van de hem geboden mogelijkheden. Op 31 maart 1942 werd hij benoemd tot burgemeester van Utrecht. Hier toonde hij zich een geharnast nationaalsocialist die alle hem toegevallen bevoegdheden gebruikte om het nationaalsocialisme in te voeren in de hem toevertrouwde stad. Hij kwam zodoende veelvuldig in aanvaring met K.J. Frederiks, de secretaris-generaal van het ministerie van Binnenlandse zaken. Van Ravenswaay bestrafte onder meer politieagenten die geen rol wensten te spelen bij het ophalen van Joden. Per 1 februari 1943 werd hij door Mussert benoemd tot gemachtigde voor Sociale Zaken in diens kabinet: de 'Secretarie van Staat'. Vanaf juni 1943 was hij naast burgemeester van Utrecht tevens waarnemend burgemeester van De Bilt.
Na de Tweede Wereldoorlog werd Van Ravenswaay veroordeeld tot een gevangenisstraf van 11 jaar. Bij zijn veroordeling speelden zijn willekeur en zijn ideologische hardheid een belangrijke rol. Hij werd opgesloten in de strafgevangenis aan het Wolvenplein. In 1952 kwam hij voorwaardelijk vrij. Volgens Willem Melching waren de beschuldigingen tijdens zijn proces tamelijk zwak en Van Ravenswaay erkende "volkomen fout" te zijn geweest. Gezien de destijds opgelegde strafmaat kan volgens hem gesproken worden van een politiek proces.
 Portaal: Fascisme en nationaalsocialisme in Nederland · Fascisme · Nationaalsocialisme
- International Standard Name Identifier: 0000 0004 2314 4189
- Nederlandse Thesaurus van Auteursnamen: 358115418
- Virtual International Authority File: 305815116
- WorldCat: E39PBJpYyxWDCGXRpxk64vRR8C